# Fleuriel
Fleuriel település Franciaországban, Allier megyében. Lakosainak száma 339 fő (2022. január 1.). Fleuriel Cesset, Chantelle, Chareil-Cintrat, Deneuille-lès-Chantelle, Fourilles, Laféline, Monestier, Le Theil és Voussac községekkel határos.

## Népesség
A település népességének változása:
| Lakosok száma | 429  | 330  | 330  | 360  | 340  | 337  | 335  | 341  | 344  | 339  |
|               | 1968 | 1982 | 1990 | 2006 | 2013 | 2015 | 2017 | 2019 | 2020 | 2022 |